# Vollgas (Computerspiel)
Vollgas (im englischen Original Full Throttle) ist ein 1995 von LucasArts herausgegebenes Point-and-Click-Adventure mit einigen wenigen Action-Elementen. Es war das erste LucasArts-Adventure, das ausschließlich auf CD-ROM erschien.

## Handlung
Der Spieler verkörpert die Figur Ben, den Anführer einer Motorradgang. Im Prolog des Spiels wird er Zeuge des Mordes an Malcolm Corley, dem Vorstand der letzten Motorradfabrik des Landes. Obwohl der Mord von dessen Stellvertreter begangen wurde, der dadurch hofft, das Firmenprofil zur Produktion von Minivans hin ändern zu können, wird Ben des Mordes beschuldigt. Er kann entkommen und muss fortan versuchen, seine Unschuld zu beweisen und die Neuausrichtung von Corley Motors zu verhindern.

## Spielprinzip und Technik
Technisch basiert der Titel auf Version 7 der LucasArts-eigenen SCUMM-Sprache. Bei diesem Spiel verwendet LucasArts wieder das neue, mit Sam & Max Hit the Road eingeführte Bedienkonzept, das den ganzen Bildschirm für die Spielegrafik nutzt und Aktionskommandos und Inventar nur bei Bedarf einblendet. Gegenüber der Steuerung von Sam & Max wurde die Benutzerführung nochmals modifiziert und vereinfacht – klickt man jetzt mit der linken Maustaste, bewegt sich der Spieler dorthin, hält man diese aber gedrückt, erscheint ein Bild mit den Aktionen „Schau“ (Augen), „Rede mit, Trinke usw.“ (Mund/Zunge), „Nimm, Drücke, Ziehe usw.“ (Hand) und „Trete“ (Stiefel). Zieht man nun die Maus auf eine dieser Aktionen und lässt die Taste los, führt der Spieler diese Aktion aus. Mit einem Rechtsklick wird das Inventar geöffnet, welches wie das von Sam & Max gestaltet ist.

## Produktionsnotizen
Das Spiel erschien 1995 für die Betriebssysteme MS-DOS und Mac OS. Erstmals wurde auf die Veröffentlichung einer Diskettenversion verzichtet, da nach dem damaligen Stand der technischen Entwicklung CD-ROM-Laufwerke in den Rechnern vorausgesetzt werden konnten. Die Entwickler nutzten die erheblich größeren Speicherplatzfreiheiten, die durch das Medium CD-ROM zur Verfügung standen. Drei Stücke des Soundtracks des Spiels wurden von der kalifornischen Hardrock-Band The Gone Jackals erstellt. Die Hauptfigur Ben sollte ursprünglich Ben Throttle heißen. Da LucasArts aber einen Markenrechtskonflikt mit der Figur Throttle aus der parallel ausgestrahlten Fernsehserie Biker Mice from Mars befürchtete, wurden in der endgültigen Version alle Hinweise auf den Nachnamen entfernt. Zum Zeitpunkt der Entwicklung des (eingestellten) Nachfolgers war die Fernsehserie in Vergessenheit geraten und in einigen Entwürfen wird die Figur als Ben Throttle bezeichnet.
Direkt in Anschluss an das Spiel begannen bei LucasArts die Planungen für ein neues Vollgas-Adventure mit dem Titel Full Throttle: Payback. Für das Projekt wurden Larry Ahern als Chefentwickler und Bill Tiller als Grafiker eingesetzt. Nach einer Entwicklungsphase von sechs Monaten wurden die Arbeiten eingestellt, noch bevor das Spiel offiziell angekündigt worden war. Zwar wurde die Veröffentlichung von Entwürfen des Spiels durch den Grafiker von der Rechtsabteilung von LucasArts unterbunden, dennoch können einige eingesehen werden. 2002 machte LucasArts einen weiteren Anlauf, einen Nachfolger zu entwickeln und kündigte Full Throttle: Hell on Wheels an. Dieses Spiel war aber im Vergleich zum Vorgänger im klassischen Adventurestil sehr viel mehr actionorientiert und wurde von den Fans des ersten Teils mit gemischten Gefühlen betrachtet. Nachdem erste Grafiken und ein Trailer des Spiels gezeigt worden waren, wurde Mitte 2003 die Einstellung des Projektes wegen Qualitätsmängeln bekannt gegeben.
Im Rahmen der PlayStation Experience, einer Veranstaltung des PlayStation-Herstellers Sony, gab die Firma Double Fine im Dezember 2015 bekannt, im Auftrag des Rechteinhabers Disney an einem Remake des Spiels für die Systeme PS4, PlayStation Vita und Windows zu arbeiten. Die Remastered-Version erschien im April 2017.

### Synchronsprecher
Die Synchronisation wurde im Auftrag der Firma Softgold im G+G Tonstudio in Kaarst und in den BUFA Filmstudios in Berlin durchgeführt. Die Projektleitung übernahm Jörg Gräfingholt.
| Englischer Sprecher | Deutscher Sprecher              | Rolle                  |
| ------------------- | ------------------------------- | ---------------------- |
| Roy Conrad          | Tilo Schmitz                    | Ben Throttle           |
| Roy Conrad          | Jürgen Kramer                   | Bruder #12             |
| Mark Hamill         | Renier Baaken                   | Adrian 'Rip' Ripburger |
| Mark Hamill         | Hendrik Stickan                 | Emmet                  |
| Mark Hamill         | Thomas Balou Martin             | Todd Newlan            |
| Kath Soucie         | Ulrike Möckel                   | Maureen Corley         |
| Hamilton Camp       | Hans-Gerd Kilbinger             | Malcolm Corley         |
| Hamilton Camp       | Wolfgang Dehler                 | Father Torque          |
| Hamilton Camp       | Vittorio Alfieri                | Mavis' Wächter         |
| Nick Jamson         | Thaddäus Zech                   | Darrel                 |
| Nick Jamson         | Thaddäus Zech                   | Michael                |
| Nick Jamson         | Regine Albrecht / Ulrike Möckel | Mavis                  |
| Pat Musick          | Frauke Poolman                  | Miranda Rose Wood      |
| Bill Farmer         | Hans-Gerd Kilbinger             | Horrace                |
| Bill Farmer         | Jürg Löw                        | Benzinwächter-Pilot    |
| Bill Farmer         | Jürgen Kramer                   | Nachrichtensprecher    |
| Maurice LaMarche    | Rolf Berg                       | Nestor                 |
| Maurice LaMarche    | Karlheinz Tafel                 | Benzinwächter-Schütze  |
| Maurice LaMarche    | Wolfgang Dehler                 | Sizeable Bill          |
| Jack Angel          | Reinhard Schulat-Rademacher     | Bolus                  |
| Jack Angel          | Jürg Löw                        | Fabrikwächter          |
| Mal Friedman        | Freddy Homann                   | Quohog                 |
| Mal Friedman        | Freddy Homann                   | Bruder #32             |
| Alex Bennett        | Vittorio Alfieri                | Stadionsprecher        |
| Denny Delk          | Reinhard Schulat-Rademacher     | Maximum Fish           |
| Denny Delk          | Jürg Löw                        | Blotch                 |
| Tress MacNeille     | Inga Abel                       | Suzi                   |
| Zachary Barton      | Frauke Poolman                  | Razor                  |
| Zachary Barton      | Frauke Poolman                  | Wendy                  |
| Steve Blum          | Jürgen Kramer                   | Sid                    |
| S. Scott Bullock    | Jürg Löw                        | Grand Marnier          |

## Rezeption
Full Throttle erhielt vorwiegend positive Bewertungen. Die Rezensionsdatenbank GameRankings aggregiert 7 englischsprachige Rezensionen zu einem Mittelwert von 79 %.
Thomas Borovskis von PC Games vermisste die Spieltiefe, die LucasArts Adventures sonst auszeichne. Das Niveau der Puzzles könne sich nicht mit vorherigen Titeln messen. Animation, Ton und Geschichte hingegeben sei hervorragend. In Punkte Ausführung habe sich LucasArts laut Power Play Redakteur Knut Gollert selbst übertroffen. Das Spiel böte eine unheimlich dichte Atmosphäre. Die Idee, ein Roadmovie spielerisch umzusetzen, sei neuartig. Die englischen Sprecher seien gut besetzt. Bei den Rätseln bleibe man stets logisch, setze diese jedoch sparsam ein und sei daher für das Genre Adventure eigentlich zu leicht. Auch Jörg Langer von PC Player attestierte, alle Puzzle bleiben stets geradlinig und offensichtlich. Bei den Actionsequenzen sei eher Herumprobieren als Geschicklichkeit nötig. Die Animationen seien flüssig und die Grafik insgesamt perfekt gelungen. Die Spieldauer sei hingegen kurz. Es wirke eher wie ein interaktiver Film. Für Heinrich Lenhardt sie die gezeichnete Computergrafik der hochwertigere Weg als digitalisierte Filmaufnahmen von Schauspielern. Das neuartige Bedienungskonzept sei optimal gelungen.
Retrospektiv sei der Fokus auf die Inszenierung, bei dem das Rätseldesign in den Hintergrund rückte, gerade für Einsteiger des Genres empfehlenswert. Die Bikerduelle passen gut zum Szenario.

### Auszeichnungen
- Power Play: Besonders empfehlenswert[12]